# 逆遺伝学
逆遺伝学（ぎゃくいでんがく、英: reverse genetics）とは、着目した遺伝子の発現を抑制あるいは亢進することによって起こる表現型の変化を調べ、その遺伝子の機能を解析しようとする研究手法である。従来の遺伝学と全く逆の手順を踏んでいることから、「逆」遺伝学と呼ばれる。ただし、ウイルス学の分野においては、合成したウイルス核酸を使って、完全なウイルス粒子を人工的に作り出すことも reverse genetics と呼び、この場合の方法論は、他の生物のものとは異なる。
逆遺伝学は、ゲノム計画により塩基配列が網羅的に解析されたことから可能となった。一般に、研究者が破壊を試みる遺伝子は、他の生物で機能が明らかにされているものや、既知の因子と相同性の高いものが多い。
現在では、モデル生物を中心に、様々な変異体を逆遺伝学的に作製されている。

## 手法
作成手法として、代表的に以下の手法が用いられる。
- 相同組換え
- トランスポゾンの挿入
- 紫外線（UV）照射及びTMP/UV法
- RNAiによるノックダウン